# Stazione di Clanezzo-Botta
La stazione di Clanezzo-Botta era una fermata della ferrovia della Valle Brembana a servizio di Clanezzo, frazione di Ubiale Clanezzo, e di Botta, frazione di Sedrina.

## Storia
La fermata fu aperta il 1º luglio 1906, al completamento del tronco Bergamo-San Pellegrino Terme. Il capolinea fu prolungato a San Giovanni Bianco il 15 ottobre dello stesso anno, per giungere a Piazza Brembana il 31 luglio 1926.
L'impianto ebbe inizialmente la denominazione di Clanezzo fino al cambio d'orario di novembre 1952, quando fu ribattezzato come Clanezzo-Botta.
Il servizio viaggiatori fu soppresso il 17 marzo 1966, assieme a quello della linea ferroviaria.

## Strutture e impianti
Le fermata era dotata di un fabbricato viaggiatori. Il piazzale era composto dal solo binario di corsa della linea ferroviaria.

## Movimento
L'impianto era servito dai treni omnibus e accelerati Bergamo-San Giovanni Bianco fino al 1926, quando, a seguito dell'apertura della prolungamento verso Piazza Brembana, furono prolungati fino al nuovo capolinea.